# Kostel svatého Antonína (Lisabon)
Kostel svatého Antonína Lisabonského (portugalsky Igreja de Santo António de Lisboa) je římskokatolický kostel v Lisabonu, Portugalsko. Je zasvěcen sv. Antonínu z Lisabonu (mimo Portugalsko známějšímu jako sv. Antonín z Padovy, česky také sv. Antonín Paduánský). Podle tradice byl kostel postaven na místě, kde se světec v roce 1195 narodil, těsně vedle lisabonské katedrály.

## Dějiny

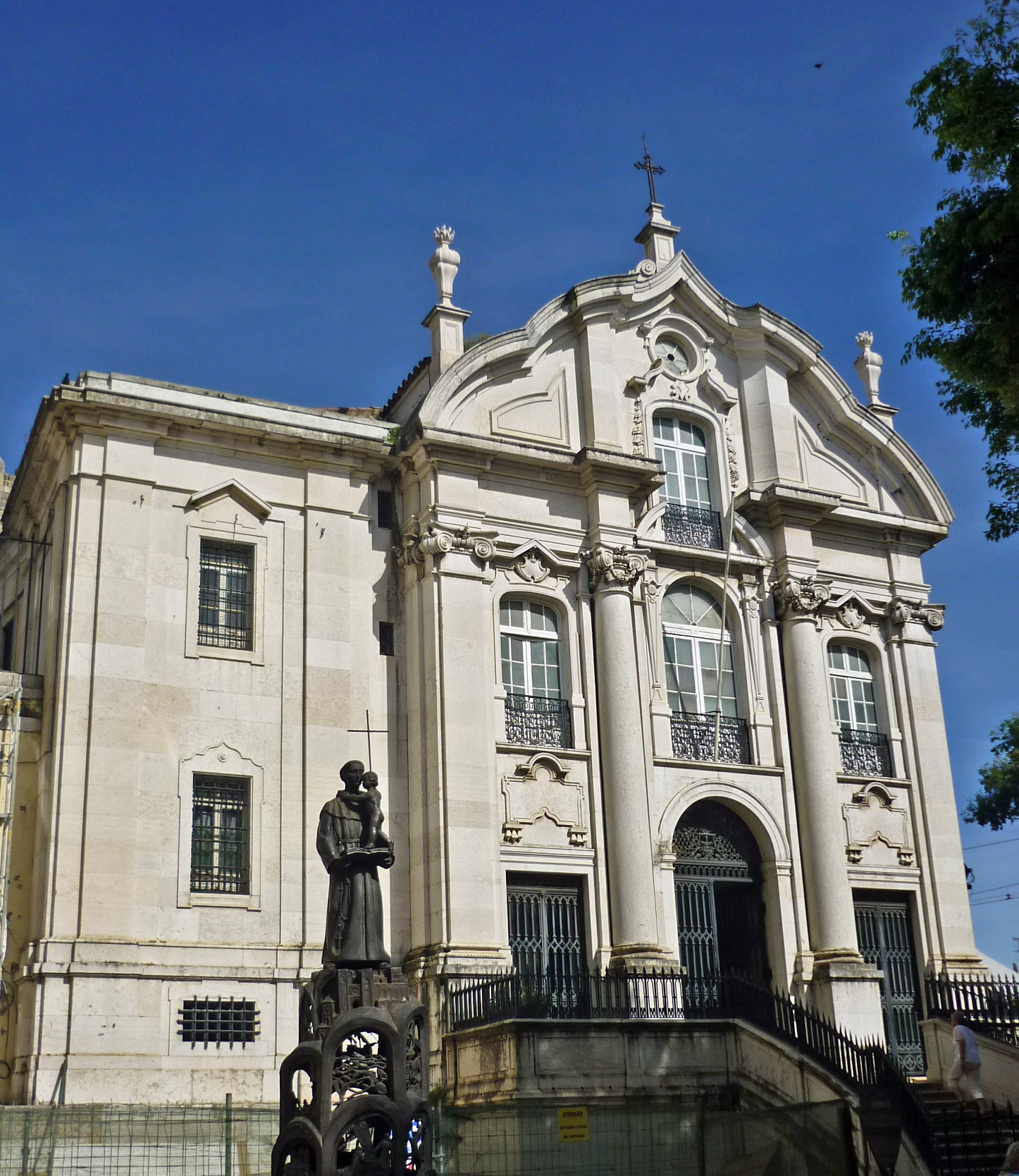
Průčelí kostela

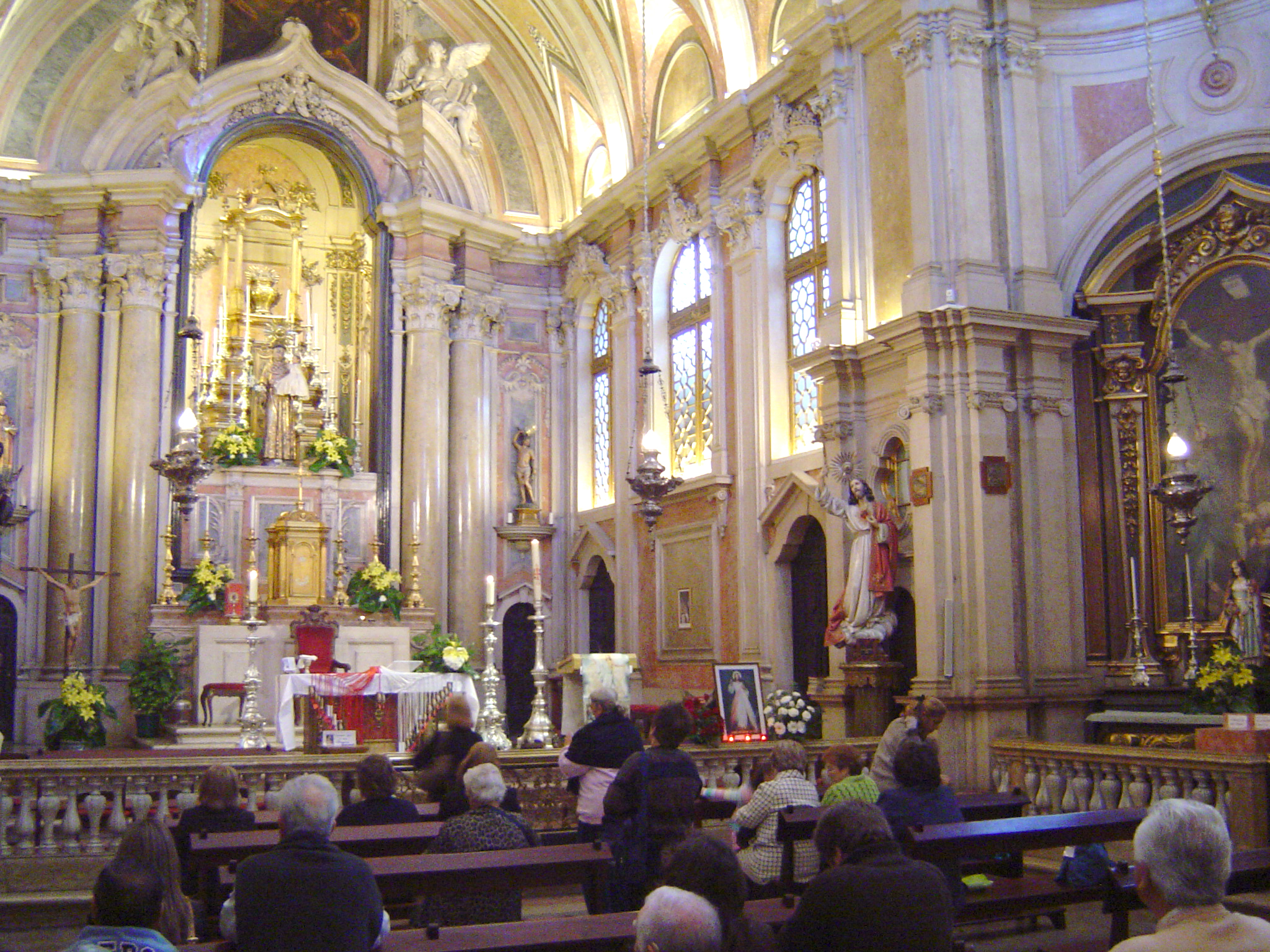
Interiér kostela

Fernando de Bulhões (pozdější sv. Antonín, patron města) se narodil v Lisabonu v roce 1195 do bohaté rodiny. V roce 1220, když studoval v Coimbře, vstoupil do františkánského řádu a přijal jméno António. Jeho misijní cesty ho zavedly do Itálie, kde se usadil v Padově. Protože byl velmi populární, byl kanonizován necelý rok po své smrti, v roce 1232.
Na místě jeho rodného domu, který se nachází velmi blízko lisabonské katedrály u hradeb středověkého města, byla v 15. století postavena malá kaple, která byla přestavěna na počátku 16. století, za vlády krále Manuela I. V domě vedle kaple se nacházel lisabonský senát. V 16. století bylo také založeno náboženské bratrství Irmandade de Santo António.
V roce 1730 byl za vlády krále Jana V. kostel přestavěn. Při zemětřesení v Lisabonu v roce 1755 byl kostel Santo António zničen a zůstala stát pouze hlavní kaple. Po roce 1767 byl zcela přestavěn podle barokně rokokového návrhu architekta Mateuse Vicente de Oliveira, architekta baziliky Estrela. Jednolodní chrám je bohatě zdoben mramorem. V interiéru kostela vyniká několik soch a obrazů zobrazujících zázraky svatého Antonína.
Od roku 1755 vždy 13. června ve svátek sv. Antonína vychází z kostela procesí, které kolem lisabonské katedrály míří na svahy sousední čtvrti Alfama. Během dopoledne se nejstarším ženám z každé rodiny podává speciální chléb. Lisabonci v ten den pijí červené víno a pojídají grilované sardinky. Podle tradice mladí snoubenci v den svatby navštěvují kostel, aby se pomodlili a přinesli květiny sv. Antonínu, který je mj. patronem novomanželů.
12. května 1982 navštívil kostel papež Jan Pavel II. Na náměstí před kostelem odhalil sochu svatého Antonína (od sochaře Soarese Branca) a pomodlil se v kryptě, která stojí přímo na místě, kde se světec měl narodit.
V 90. letech 20. století proběhla rekonstrukce kostela, která byla dokončena v roce 1995, v roce 80. výročí světcova narození. Mše v kostele slouží františkánští kněží. Vedle kostela se od roku 1962 nachází malé muzeum o životě tohoto světce.